# Neosamytha gracilis
Neosamytha gracilis är en ringmaskart som beskrevs av Hartman 1967. Neosamytha gracilis ingår i släktet Neosamytha och familjen Ampharetidae. Inga underarter finns listade i Catalogue of Life.